# Pietro Bruzzi

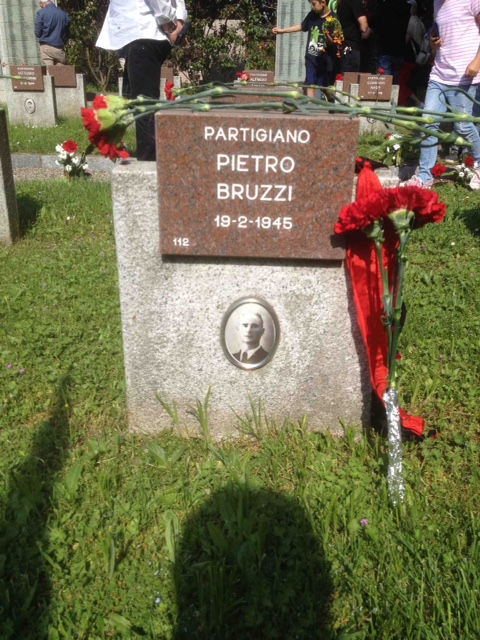
Tomba di Pietro Bruzzi al cimitero maggiore di Milano

Pietro Bruzzi (Maleo, 20 marzo 1888 – San Vittore Olona, 19 febbraio 1945) è stato un anarchico, operaio e partigiano italiano.

## Biografia
Nel 1909 è uno dei redattori del popolare periodico anarchico La protesta umana, successivamente va in Francia, poi negli USA e nuovamente in Francia, ed in ogni paese che lo ospita continua sia il lavoro di operaio che l'opera di proselitismo per la causa anarchica. All'avvento della prima guerra mondiale riprende a muoversi tra Francia e Svizzera non volendo, coerentemente con gli ideali anarchici, partecipare a nessun conflitto.
Bruzzi per la sua attività di anarchico e sostenitore dell'astensionismo, dopo diversi arresti viene condannato a morte in contumacia per diserzione. Ritornato in Italia nell'immediato dopoguerra, può usufruire dell'amnistia per i condannati per diserzione. Si stabilisce a Greco, dove riprende il lavoro organizzativo ed il proselitismo per la causa anarchica. La polizia lo ritiene implicato nell'attentato al Teatro Diana di Milano, per cui dal 1921, nuovamente ricercato, si allontana ancora dall'Italia e trova rifugio in Russia, precisamente a Mosca, dove si mantiene col suo lavoro di operaio meccanico. Poco tempo dopo si trasferisce a Parigi, dove ricopre un ruolo di spicco fra i sindacalisti rivoluzionari francesi, in seguito si reca in Spagna sempre per lavoro politico inerente alla militanza anarchica, e viene arrestato nel 1933 a Barcellona.
Rinviato tramite estradizione in Italia, viene condannato a 5 anni di confino a Ponza; riesce a ritornare in libertà solo nel 1942, stabilendosi a Milano e riprendendo il lavoro di operaio meccanico, e nel 1943 entra nella Resistenza.
Bruzzi inizia a pubblicare e a diffondere un periodico clandestino, L'adunata dei libertari; identificato, viene arrestato e sottoposto (da parte dei nazifascisti), per farlo confessare, a coercizione fisica e morale tramite tortura, e infine condannato a morte tramite fucilazione, avvenuta il 19 febbraio 1945.
Dopo la sua morte la formazione anarchica Brigate Malatesta, numericamente rilevante, che agiva durante la Resistenza a Milano, di concerto con le Brigate Matteotti cambiò il nome da Brigate Malatesta a Brigate Bruzzi Malatesta.
Bruzzi è sepolto al cimitero maggiore di Milano.